# Betta hipposideros
Betta hipposideros — тропічний прісноводний вид риб з родини осфронемових (Osphronemidae), підродина макроподових (Macropodusinae).
Ця велика бійцівська рибка була виявлена 1991 року під час інвентаризації чорноводних риб, проведеної в районах торфових боліт північного Селангору (Півострівна Малайзія). Спочатку зразки були ідентифіковані як Betta aff. waseri. Проте порівняння з типовим зразком, а також свіжим матеріалом B. waseri, отриманим із типової місцевості (поблизу Куантана, штат Паханг), виявило чіткі відмінності між популяціями із Селангору та Пахангу. Зразки з північного Селангору були визнані новим видом B. hipposideros.
Назва виду стосується специфічного малюнку на горлі риб, hipposideros латинською означає «кінська підкова».
Належить до групи близьких видів Betta waseri. До її складу входять також B. waseri, B. tomi, B. spilotogena, B. chloropharynx, B. pi, B. renata, B. pardalotos, B. omega. Всі ці види дуже схожі між собою, їхня ідентифікація базується на характері смужок на горлі.

## Опис
Максимальний відомий розмір: 77,9 мм стандартної (без хвостового плавця) довжини. Тіло відносно довге, міцне, його висота становить 23,8-33,1 % стандартної довжини. Голова коротка й міцна, більш тупа, ніж у B. waseri, її довжина становить 28,3-34,1 % стандартної. У спинному плавці 1 твердий і 8-9 м'яких плавців (всього 9-10), в анальному 1-2 твердих і 27-29 м'яких (всього 28-31), в хвостовому 16 променів, у черевних по 1 твердому, 1 простому та по 4 розгалужених промені, грудні мають по 13-15 променів. Хребців 32-33, бічних лусок 31-32, поперечних 9½-10½.
Тіло коричневе. Широка темно-коричнева смуга проходить під серединою тіла, починаючись трохи позаду ока й продовжується до хвостового стебла. Вузька коричнева смужка розташована трохи вище основи анального плавця. Горло зеленкувате, цей колір можна побачити й на плавцях.
Дві паралельні чорні смужки на горлі поєднуються з чорною нижньою губою, утворюючи характерне маркування у вигляді кінської підкови. Часто ці смужки також з'єднані між собою вузькою чорною перетинкою. За переляку малюнок на горлі стає невиразним, смужки перетворюються на краплеподібні цятки, характерні для B. waseri, але це лише тимчасово, «підкова» досить швидко повертається. Малюнок на горлі є корисною ознакою для диференціації видів групи B. waseri. Зяброві кришки зазвичай мають золотавий лиск, їхній нижній край буває жовтий або коричневий.
На полотні хвостового плавця в дорослих риб драбинкою розташовані вертикальні темні смужки, в самців вони темніші й виразніші. Останні зазвичай мають також горизонтальні смужки на полотні спинного плавця. Зовнішній край анального плавця блідо-зелений, іноді з вузькою темно-зеленою смужкою знизу. Зовнішня частина променів черевних плавців виблискує жовтим кольором.
Морда й голова у дорослих самців B. hipposideros трохи гостріші, ніж у дорослих самок. Чорні позначки на голові чіткіші в самок. На боках у самців у передній частині розпорошено 10-30 золотавих лусочок, іноді вони можуть збиратися купками.

## Поширення
Betta hipposideros поширена в Півострівній Малайзії (на півночі штату Селангор та в сусідніх районах штату Перак), також на острові Суматра (басейн річки Індраґірі), провінція Ріау, Індонезія. Схожі риби згадуються з малайзійського штату Пінанг, але за відсутності цих зразків підтвердити або спростувати це неможливо. Орієнтовна площа районів, де водиться Betta hipposideros, становить 3125 км².
Вид є стенотопним мешканцем чорноводних середовищ існування, пов'язаних з торфовими болотними лісами. Ці риби надають перевагу неглибоким ставкам та іншим водоймам з повільною течією. Ґрунт зазвичай складається з торфу та шару опалого листя. Показник pH знаходиться в межах 3,5-3,7. Більші зразки зустрічаються на проточних ділянках, дрібніші воліють місць зі стоячою водою або з повільною течією. Риби тримаються серед товстого шару опалого листя та в гущавині рослинності.
Betta hipposideros зустрічається в одних водоймах з іншими представниками родини осфронемових, у Селангорі до числа симпатричних видів належать Betta bellica, B. livida, Parosphromenus harveyi, Sphaerichthys osphromenoides, Trichopodus leeri, T. pectoralis, T. trichopterus і Belontia hasselti, на Суматрі — Belontia hasselti, Betta coccina, B. aff. fusca, B. simorum, Parosphromenus sumatranus, Sphaerichthys osphromenoides і Trichogaster leeri.
Поточні тенденції чисельності популяції виду невідомі. Вид оцінюється як такий, що перебуває під загрозою вимирання, через обмежене його поширення, присутність лише в трьох відомих місцях та високу ймовірність руйнування середовищ існування через широкомасштабне перетворення торфових болотних лісів на лісопромислові райони та насадження монокультур. Багато колишніх місць існування в Селангорі та Пераці вже знищені, на їхньому місці тепер розташовані плантації олійної пальми.

## Розмноження
Всі види групи Betta waseri інкубують ікру в роті. Нерест відбувається в тісних обіймах, під час яких самець вигинає своє тіло навколо самки. Самка першою виходить із обіймів і збирає відкладену ікру, тоді випльовує ікринки перед самцем, а той швидко підбирає їх. Якщо самець виявиться не досить проворним, самка знову забирає ікру й повторює спробу передати її самцеві. Такі дії повторюються, поки всі ікринки не опиняться в роті самця. Його горловий мішок при цьому помітно збільшується. Тривалий період самець перебуває в схованці, виношуючи потомство. Після цього з його рота виходять вже доволі великі мальки.

## Утримання в акваріумі
Betta hipposideros легко тримати в акваріумі. Для невеликої групи риб з 5-6 екземплярів вистачає 60-сантиметрового акваріума. Важливо, щоб у ньому було багато схованок. Склад води відіграє дуже важливу роль. Вид добре почувається в м'якій воді з показником рН 3,5-5,0, температура в межах 22-26 °C. Заміна води повинна відбуватися раз на два тижні, при цьому оновлюється 10 % її загального обсягу. Риби в акваріумі надають перевагу темним місцям. Тому вкрай бажано наповнити акваріум рослинами, які не потребують багато світла.
Цей вид всеїдний, риб можна годувати пластівцями, живими та замороженими кормами.
Betta hipposideros кілька разів успішно розводили в Малайзії. Вирощувати мальків не складно.

## Відео
- Betta hipposideros на YouTube by Fun Betta